# Микроканальная пластина
Микрокана́льная пласти́на (МКП) — часть, деталь электровакуумных приборов, предназначена для усиления первичного потока электронов, имеющего некоторое пространственное распределение интенсивности.
Принцип усиления основан на явлении вторичной электронной эмиссии при взаимодействии электронов возникающей электронной лавины с внутренними стенками каналов МКП.
По принципу действия близок к фотоэлектронным умножителям, но так как усиление фототока происходит во многих микроскопических каналах, обеспечивает пространственное разрешение распределения в потоке первичных электронов.
Помимо усиления фототока используется также для визуализации распределения в пространстве иных излучений, вызывающих ударную электронную эмиссию — заряженных частиц, ионов, нейтронов рентгеновского и гамма-излучений.
В основном применяется в приборах ночного видения, электронно-оптических преобразователях невидимого излучения в видимое. Также применяется в усилителях яркости, быстродействующих электронно-лучевых трубках, масс-спектрографах и в научных исследованиях.

## Принцип действия МКП

Рисунок 1. Схема лавинного умножения потока электронов в МКП

Усиление потока электронов в МКП основано на принципе лавинного умножения электронов вторичной эмиссии внутри каналов.
Ускорение электронов до энергии, достаточной для выбивания из стенок канала вторичных электронов производит однородное электрическое поле, вектор которого направлен вдоль каналов в сторону входа первичных электронов. Вблизи выхода канала на поверхность однородность поля несколько нарушена из-за краевого эффекта. Для создания этого поля стенки каналов делают электропроводными с очень высоким поверхностным сопротивлением и плоские поверхности МКП покрыты тонким слоем металла, между этими слоями прикладывается высокое, в несколько сотен вольт, напряжение. При этом вдоль каждого канала по его стенке течёт некоторый очень малый ток.
Влетающий в канал электрон (или иная заряженная частица) вблизи входа в канал сталкивается со стенкой, выбивая при этом один или несколько электронов. Вылетающие при этом вторичные электроны имеют определённое энергетическое и пространственное распределение. В пространстве вторичные электроны распределены по закону косинуса, энергетическое распределение имеет максимумом при энергиях 1—3 эВ. Среднее число выбитых электронов на одно соударение называют коэффициентом вторичной электронной эмиссии {\displaystyle \sigma }, {\displaystyle \sigma >1.}
Вторичные электроны ускоряются электрическим полем вдоль канала до энергии достаточной для выбивания очередных вторичных электронов и соударяются со стенкой, так как выбитые электроны имеют также перпендикулярную к оси канала составляющую скорости и при этих соударениях выбивают новые вторичные электроны. Этот процесс повторяется многократно, и по каналу, умножаясь, быстро продвигается электронная лавина, которая через время порядка 10−9 выходит из канала. Число выходящих из канала электронов, порождённых одним первичным электроном называют коэффициентом усиления канала {\displaystyle M.}
Таким образом, первичный электрон порождает лавину вторичных электронов, то есть в канале происходит усиление электронного тока.
Коэффициент усиления {\displaystyle M} зависит от напряжения питания {\displaystyle U} (напряженности поля в канале {\displaystyle E}), калибра канала {\displaystyle \kappa ,} {\displaystyle \kappa =L/d,} где {\displaystyle L,\ d} — длина и диаметр канала соответственно, коэффициента вторичной электронной эмиссии и некоторых других факторов. При напряжениях питания порядка 1000 В легко достигаются усиления порядка 104. При бо́льших напряжениях (2000—3000 В) коэффициент усиления может достигать значительной величины 106—107. Коэффициентом усиления МКП можно легко и практически безинерционно управлять изменением напряжения питания.
Для снижения тока от источника питания, протекающего через каналы их электрические сопротивление при изготовлении делают очень большим. Поэтому при развитии лавины в канале через это высокое поверхностное сопротивление начинает протекать дополнительный ток вторичных электронов, который перезаряжает электрические ёмкости канала и изменяет распределение электрического потенциала вдоль канала. Это перераспределение уменьшает электрическое поле, уменьшение поля ведёт к снижению энергии вторичных электронов, приобретаемую на расстоянии свободного пробега (расстояние между соударениями). Когда интенсивность потока первичных электроном невысока, электрическое поле вдоль канала мало изменяется при развитии лавины в канале, так как распределённая электрическая ёмкость между эмиттирующим и проводящим слоями не успевает перезарядиться редко следующими друг за другом лавинами. Если частота лавин высока, то поле в конце канала уменьшается и при этом уменьшается  коэффициент умножения вторичной эмиссии и в результате - коэффициент усиления канала. Свыше некоторой интенсивности потока первичных электронов дальнейшее его увеличение не вызывает увеличение лавинного тока. Это явление называется насыщением коэффициента усиления. Особенно ярко насыщение наблюдается в каналах больших калибров в толстых (~1 мм) пластинах МКП. В ЭОП явление насыщения полезно, так как позволяет избегать временного "ослепления" после засветки сильным световым потоком.

## Конструкция МКП и используемые материалы

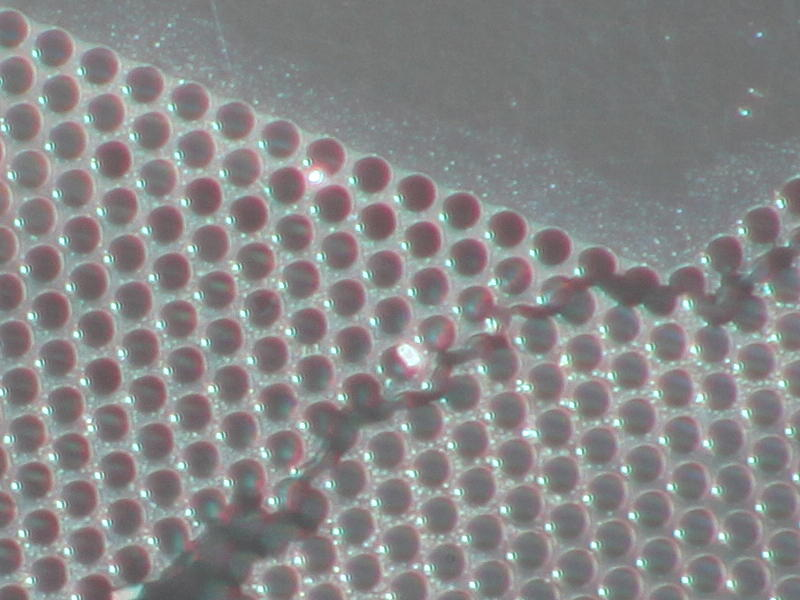
Рисунок 2. Микрофотография поверхности треснувшей МКП

МКП представляет собой тонкий диск, который состоит из микроканальной вставки (МКВ) и монолитного обрамления (МО). МКВ организована в сотовую структуру (для круглых МКП, обычно, в виде двенадцатиугольника с рифлеными границами) из многих (500—1000) регулярно расположенных и спеченных вместе шестиугольных микроканальных сот (МКС), а каждая отдельная сота состоит из множества (5000—10000) регулярно расположенных в виде матрицы и спеченных вместе трубчатых каналов, диаметр которых составляет 2—12 мкм, а поверхностная плотность каналов порядка от 0,5·106 до 5·106 1/см², таким образом, шаг каналов составляет 5—25 мкм.
В качестве материала для изготовления МКП используют свинцовосиликатные стекла из которого изготавливают саму матрицу МКВ (стенок каналов) и МО. Существуют также необрамленные МКП, то есть без внешнего МО.
Для создания электропроводящего слоя в каналах с помощью специального контролируемого режима отжига в атмосфере водорода производят частичное восстановление оксида свинца {\displaystyle {\ce {PbO}}} входящего в состав свинцово-силикатного стекла до металла. Восстановление происходит преимущественно в тонком поверхностном слое стекла. Контролируя режим отжига можно придать заданную поверхностную электрическую проводимость стенкам каналов.
На плоские поверхности МКП методом термического испарения в вакууме наносят металлические, из хрома или нихрома электроды, на которые подаётся питающее напряжение с полярностью, показанной на рисунке 1. Толщина плёнки контактных электродов составляет примерно 0,2—0,4 мкм. На входе и на выходе в каналы металлизацию заглубляют на небольшую величину.
Каналы МКП обычно наклонены на некоторый угол (4—13 угловых градусов) относительно нормали к торцам. Наклон каналов существенно ослабляет ионную и фотонную обратную связь при работе МКП в качестве усилителя, так как свет, например, от люминофора не может засветить фотокатод электронно-оптического преобразователя. Для этой же цели в ЭОП ночного видения применяют стопку из двух МКП с противоположно ориентированыыми каналами, так что в сечение конфигурация каналов имеет вид шеврона.
Основным элементом МКП, обеспечивающим усиление, является трубчатый канал калибром {\displaystyle \kappa =L/d,} калибр канала может достигать нескольких сотен. В поверхностном слое канала сформирован восстановительным отжигом резистивно-эмиссионный слой толщиной 200—300 нм, состоящий упрощённо из двух слоев: верхнего очень тонкого (порядка 10 нм) эмиссионного слоя на основе диоксида кремния {\displaystyle {\ce {SiO2}}}, являющегося практически изолятором изолятором, обеспечивающего вторичную электронную эмиссию, и нижнего, более толстого, резистивного слоя, в котором содержится восстановленный свинец, благодаря чему резистивный слой обладает электропроводностью.

## Особенности МКП
Удобство применения МКП состоит в том, что в единую компактную конструкцию в виде тонкой пластины объединено огромное число (несколько миллионов) в регулярной структуре и практически идентичных по форме и усилительным свойствам микроканальных усилителей.
В отличие от традиционных приборов, использующих электронную оптику для формирования изображения на люминесцентном экране, МКП характеризуется высокой детектирующей и усилительной способностью, высоким пространственным разрешением (определяемым шагом каналов), высоким быстродействием, самонасыщением коэффициента усиления, удобством управления усилением, нечувствительностью к магнитным полям, так как длина свободного пробега электронов в канале очень мала и др.

## Основные применения МКП
Основное применение МКП находят в электронно-оптических преобразователей (ЭОП) приборов ночного видения (ПНВ). Фактически ПНВ это устройство, снабженное объективом, окуляром и источником питания.
Благодаря зависимости коэффициента усиления от напряжения питания, МКП используется в системе автоматической регулировки яркости (АРЯ) выходного экрана ЭОП в условиях достаточно высоких входных освещённостей (например, в условиях полнолуния). Принцип действия АРЯ: в цепь экрана ЭОП вводят резистор, по которому протекает ток экрана (выходной ток МКП). Падение напряжения на этом резисторе используется как управляющий сигнал для снижения напряжения на МКП и, следовательно, её усиления.
Эффект самонасыщения усиления позволяет эффективно подавлять локальные в поле зрения световые помехи (перегрузки), что предохраняет наблюдателя от ослепления и улучшает комфортность наблюдения, а сам ЭОП от перегрузок.
Миниатюрность МКП позволяет существенно уменьшить габариты и массу ЭОП и ПНВ в целом, что важно для переносных приборов, например, очков ночного видения, легких прицелов стрелкового оружия. В ПНВ военного применения с середины 70-х годов 20 века в основном применяются микроканальные ЭОП. Развитие ПНВ и ЭОП существенным образом определяется прогрессом в области МКП. Развитие и совершенствование МКП стимулируются потребностями обеспечения и развития техники ночного видения. С 2009 года МКП применяются в ЭОП 2 поколения (инверторных), а также 2+, 3 и 3+ поколения (с двумя МКП).

Применение МКП в шевронной конфигурации для пространственного детектирования ионов

Также МКП используются в различных нестандартных ЭОП и оптико-электронных устройствах аппаратуры для научных исследований — экспериментальной физике, аэрокосмической технике, атомной технике, неразрушающем контроле качества, биологии, экологии, медицине, астрономии и др. Благодаря сверхвысокому быстродействию, МКП-приборы находят важные применения в ядерной физике, физике плазмы, для изучения быстропротекающих процессов.
С применением МКП возможно построение электронно-оптических приборов для получения изображений, например, в рентгеновских лучах, в гамма-лучах, в нейтронных потоках. В этом случае МКП используется в комбинации со специальным катодом-преобразователем детектируемых частиц или излучений (квантов) в испущенные первичные электроны. За счет ионно-электронной, или фотоэлектронной эмиссии падающие частицы или кванты вызывают эмиссию электронов на входе, которые затем обычным образом умножаются в каналах МКП. Например, рентгеновские ЭОП с МКП широко используются в медицине для диагностики заболеваний.

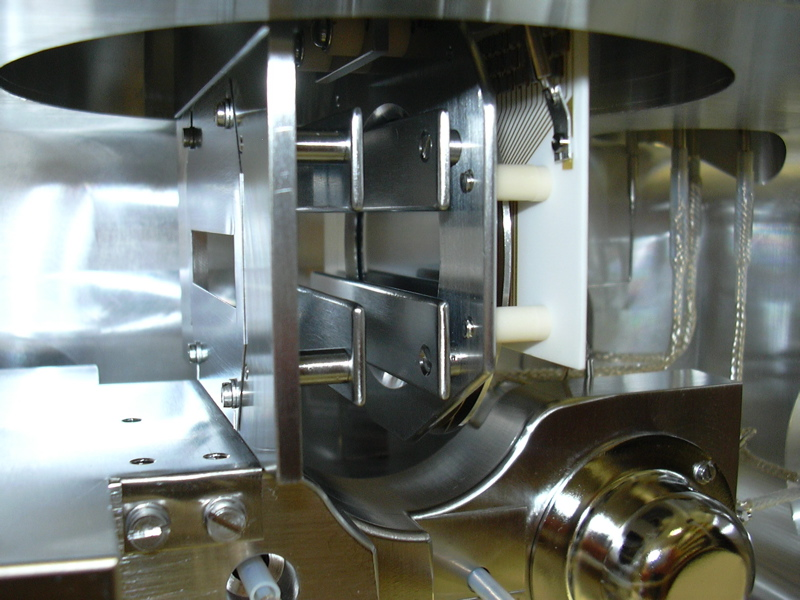
Микроканальная пластина внутри масс-спектрометра Finnigan MAT 900 с детектором для матричного сканирования положения и времени при детектирования ионов

Использование катодов-преобразователей позволяет использовать МКП не только как электронный усилитель, но и как детектор-преобразователь-усилитель-счетчик входных событий (частиц, квантов), а многоканальная структура пластины позволяет определять координаты событий для идентификации положения объектов-источников в пространстве. Этот принцип используются в координатно-чувствительных детекторах (КЧД), используемых, например, в масс-спектрографах.
«Гамма-визоры» на МКП-приборах используются для бесконтактного удалённого обследования зараженных радиоактивными изотопами местностей.
Также приборы наблюдения на микроканальных ЭОП (типа ПНВ) эффективны для бесконтактного контроля высоковольтных линий передач путём визуализации слабых тлеющих электрических разрядов, вызванных нарушениями качества изоляции.

## Основные производители МКП
- Hamamatsu Corporation (Япония)
- Del Mar Photonics, Inc. (США)
- Burle Industries Inc. (США)
- PHOTONIS Group  (недоступная ссылка с 13-05-2013 [4329 дней] — история) (Нидерланды — Франция — США)
- North (Nanjing) Instrument Technology Industries Group (Китай)
- ООО Владикавказский Технологический Центр «Баспик» (Россия)